# Damián Gómez
Damián Gómez, vollständiger Name Damián Nicolás Gómez Cavani, (* 10. Mai 1994 in Montevideo) ist ein uruguayischer Fußballspieler.

## Karriere
Der 1,69 Meter große Defensivakteur Gómez steht seit 2016 im Kader der Profimannschaft von Villa Teresa. Dort feierte er am 10. September 2016 sein Debüt in der Segunda División, als ihn Trainer Adrián Fernández bei der 0:1-Auswärtsniederlage gegen Miramar Misiones in die Startelf beorderte. In der Saison 2016 wurde er insgesamt zweimal (kein Tor) in der zweithöchsten uruguayischen Spielklasse eingesetzt.